# Emú comú
L'emú (Dromaius novaehollandiae) és l'ocell nadiu més gros d'Austràlia i l'únic membre existent del gènere Dromaius. És també el segon ocell més gros del món, després de l'estruç. El seu habitat es correspon amb la major part del territori continental australià i són especialment comuns a les regions àrides de l'interior, però les subespècies de l'illa dels Cangurs, la de Tasmània i la de l'illa King es van extingir després dels assentaments europeus a Austràlia el 1788.
Els emús són d'un color castany suau. Fan un metre i mig d'alçada i pesen al voltant dels 50 quilos. Són aus no voladores que viatgen llargues distàncies i poden correr fins a 50 km/h durant uns quants quilòmetres quan els és necessari. S'alimenten de plantes i insectes, i poden arribar a passar setmanes sense necessitat de menjar. Beuen amb poca freqüència, però en grans quantitats quan se'ls presenta l'oportunitat. La seva carn resulta gustosa.
L'època d'aparellament te lloc entre maig i juny. Una femella és pot aparellar amb diferents mascles i posar ous diverses vegades en una sola temporada. El mascle du a terme la incubació i durant aquest procés no menja ni beu gaire, de forma que perd gran part de la seva de massa i pes. Al cap d'unes vuit setmanes els ous es desclouen i les cries són alimentades pels seus pares. Alcancen la maduresa al sis mesos però poden romandre en familia fins a la següent temporada d'aparellament.
Aquesta au és in important símbol cultural d'Austràlia, que apareix al seu escut i a la moneda de 50 cèntims de dòlar australià i te un rol prominent en la cultura indígena.
L'espècie es considera en estat de risc mínim per la Unió Internacional per a la Conservació de la Natura, tot i això, algunes poblacions locals són considerades com amenaçades i algunes subespècies extintes des del segle xix.

## Etimologia
L'etimologia del nom "emu" és incerta, però es creu que prové d'una paraula àrab per a ocell gran que més tard va ser utilitzada pels exploradors portuguesos per descriure el casuari a Austràlia i Nova Guinea i que posteriorment es va transferir a l'emú. Una altra teoria és que prové de la paraula "ema", que s'utilitza en portuguès per designar un ocell gran semblant a una estruç o grua. A Victoria, alguns termes per a l'emú eren Barrimal en la llengua Dja Dja Wurrung, myoure en Gunai i courn en Jardwadjali. Eren coneguts com a murawung o birabayin pels habitants locals Eora i Darug de la conca de Sydney.

## Estat de conservació

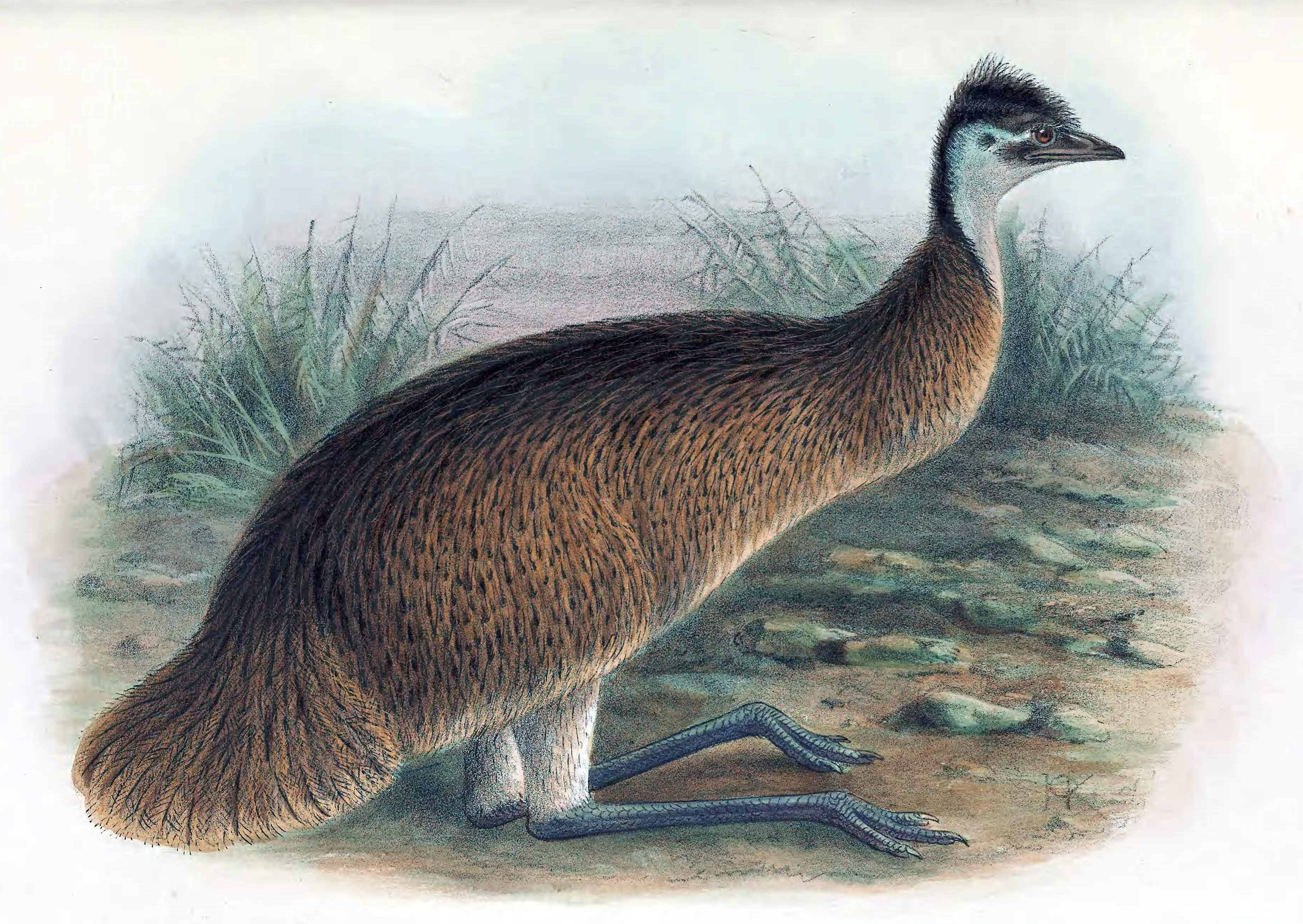
Interpretació de l'emú de Tasmània, per John Gerrard Keulemans (ca. 1910)

Al manual de John Gould dels ocells d’Austràlia (Handbook to the Birds of Australia), publicat per primera vegada el 1865, lamentava la pèrdua de l'emú de Tasmània, on havia acabat sent poc freqüent i des de llavors s'ha extingit, també va assenyalar que els emus ja no eren habituals a les rodalies de Sydney i va proposar que l'espècie rebés l'estatus de protecció. A la dècada de 1930, en el marc de l'anomenada Guerra de l'Emú, les matances d'emú a l'oest d'Austràlia van arribar a un màxim de 57.000, i també es van produir massacres a Queensland durant aquest període a causa dels danys a les collites. Als anys seixanta, encara es pagaven recompenses a Austràlia Occidental per matar emus, però des de llavors se'ls ha concedit una protecció formal segons la «Environment Protection and Biodiversity Conservation Act 1999». El seu rang d’habitat oscil·la entre els 4.240.000 i els 6.730.000 km², i un cens de 2009 suggeria que la seva població total era d’entre 630.000 i 725.000 emus. Es considera la seva tendència poblacional com estable i la Unió Internacional per a la Conservació de la Natura avalua el seu estat de conservació com a risc mínim. Tot i que la població d’emus d’Austràlia continental és més gran ara que abans de l'assentament europeu, algunes poblacions locals corren el risc d’extinció: la població aïllada d’emus de la bioregió de la costa nord de Nova Gal·les del Sud i de Port Stephens està llistada en perill d’extinció pel govern de Nova Gal·les del Sud. Les principals amenaces a la seva supervivència són la depredació d'ous, els atropellaments i la fragmentació de l'habitat.